# Bar micwa

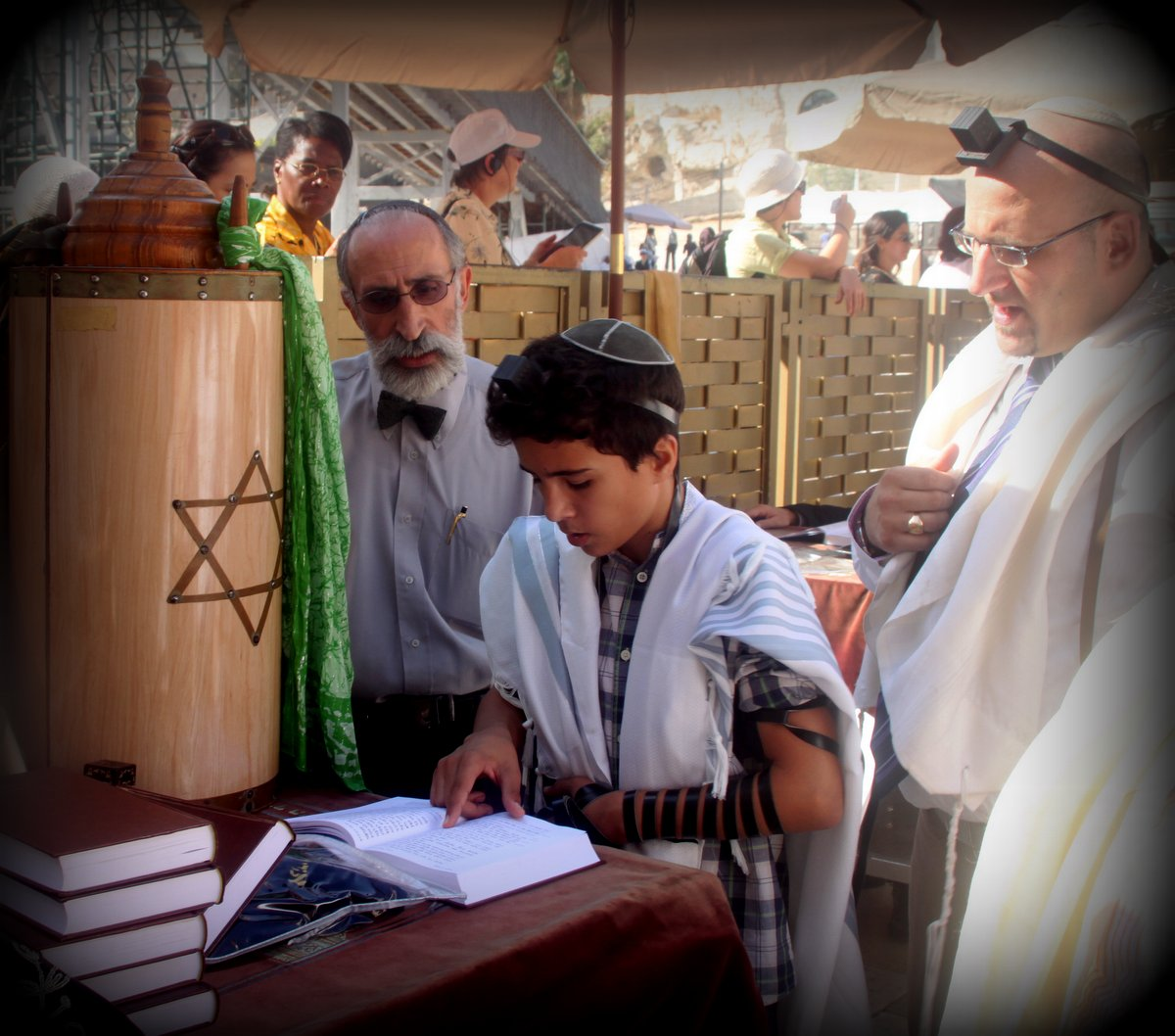
Czytanie Tory podczas uroczystości bar micwa

Bar micwa (hebr. ‏בר מצווה‎ „syn przykazania”) – uroczystość żydowska, obchodzona od XIV w. Podczas takiej uroczystości chłopiec żydowski staje się odpowiedzialny za własne czyny i przyjmuje obowiązki religijne dorosłego mężczyzny.
Pierwszego dnia po 13. urodzinach chłopców uznaje się za dorosłych (tj. zdolnych do przestrzegania przykazań Prawa Mojżeszowego). Od tego czasu są odpowiedzialni przed Bogiem za swe czyny. Mogą brać pełny udział w uroczystościach religijnych, odbywających się w synagodze.
Podczas uroczystości bar micwy chłopcy wzywani są po raz pierwszy do odczytania fragmentu Tory oraz wygłoszenia do niej komentarza. Chłopcu zakłada się wtedy tefilin, czyli „filakteria” – małe, skórzane pudełeczka, które zawierają napisane na pergaminie wersety Tory. Jedno z takich dwóch pudełeczek znajduje się na czole, a drugie przymocowane jest do lewego ramienia u praworęcznych (u leworęcznych do prawego). Oznacza to, że chłopiec oddaje się na służbę Bogu wolą, czynem i rozumem. Wtedy otrzymuje również od rabina torę i modlitewnik.
W XX w. podobne ceremonie zostały wprowadzone także dla dziewcząt (bat micwy). W szabat lub tydzień po uroczystościach urządza się przyjęcie kiduszowe.